# Cold Lake 149A
Cold Lake 149A är ett reservat i Kanada.   Det ligger i provinsen Alberta, i den centrala delen av landet, 2 600 km väster om huvudstaden Ottawa.
Runt Cold Lake 149A är det ganska tätbefolkat, med 54 invånare per kvadratkilometer.